# لامیان
لامیان، روستایی از توابع بخش قلقل‌رود شهرستان تویسرکان در استان همدان ایران است.
این روستا که در جنوب شهرستان تویسرکان قرار گرفته است، در فاصله ۳۰ کیلومتری مرکز شهرستان واقع شده است.

## جمعیت
این روستا در دهستان میان رود قرار دارد و براساس سرشماری مرکز آمار ایران در سال ۱۳۹۵، جمعیت آن نزدیک به ۱۸۷۶ نفر است .